# Marapana indistincta
Marapana indistincta är en fjärilsart som beskrevs av Rothschild 1915. Marapana indistincta ingår i släktet Marapana och familjen nattflyn. Inga underarter finns listade i Catalogue of Life.